# ناز بشير
ناز بشير (بالإنجليزية: Nas Bashir)‏ هو مدرب كرة قدم ولاعب كرة قدم بريطاني في مركز الوسط، ولد في 12 سبتمبر 1969 في أمرشام ‏ في المملكة المتحدة. لعب مع نادي ريدنغ ونادي سلاو تاون.

## وصلات خارجية
- ناز بشير على موقع قاعدة بيانات كرة القدم.إي يو (الإنجليزية)
- ناز بشير على موقع Soccerbase.com (لاعب) (الإنجليزية)
- ناز بشير على موقع Soccerbase.com (مدرب) (الإنجليزية)